# Онъёган-Ветленя
Онъёган-Ветленя (устар. Он-Ёган-Ветленя) — река в России, протекает по территории Нижневартовского района Ханты-Мансийского автономного округа. Длина реки — 63 км, площадь водосборного бассейна — 509 км².
Начинается в болотах урочища Чёрный Урман у вахтового посёлка. Течёт сначала на северо-восток, потом на северо-запад через сосново-берёзовый лес. Устье реки находится в 156 км по левому берегу Агана на высоте чуть ниже 45,1 метра над уровнем моря. Ширина реки в приустьевой части — 25 метров, глубина 1 метр, дно песчаное, скорость течения воды 0,2 м/с.
Имеет три крупных безымянных притока (все — левые).

## Данные водного реестра
По данным государственного водного реестра России относится к Верхнеобскому бассейновому округу, водохозяйственный участок реки — Обь от впадения реки Вах до города Нефтеюганск, речной подбассейн реки — Обь ниже Ваха до впадения Иртыша. Речной бассейн реки — (Верхняя) Обь до впадения Иртыша.